# Friedensdorf (Leuna)
Friedensdorf ist ein Ortsteil der Stadt Leuna im Saalekreis in Sachsen-Anhalt (Deutschland).

## Geografie
Friedensdorf liegt in Sachsen-Anhalt, nahe der B 181 zwischen Merseburg und Leipzig. Das kleine Dorf liegt versteckt hinter einem Bahndamm der Bahnstrecke Merseburg–Leipzig, der jedoch seit 1998 nicht mehr vom Zugverkehr benutzt wird. Von Ferne erschließt sich dem Betrachter nur die Kirchturmspitze.
Es grenzen Wallendorf im Osten, Wüsteneutzsch im Süden, Kreypau und Trebnitz im Westen an. Weiterhin wird Friedensdorf im Westen vom Bach durchflossen.

## Geschichte

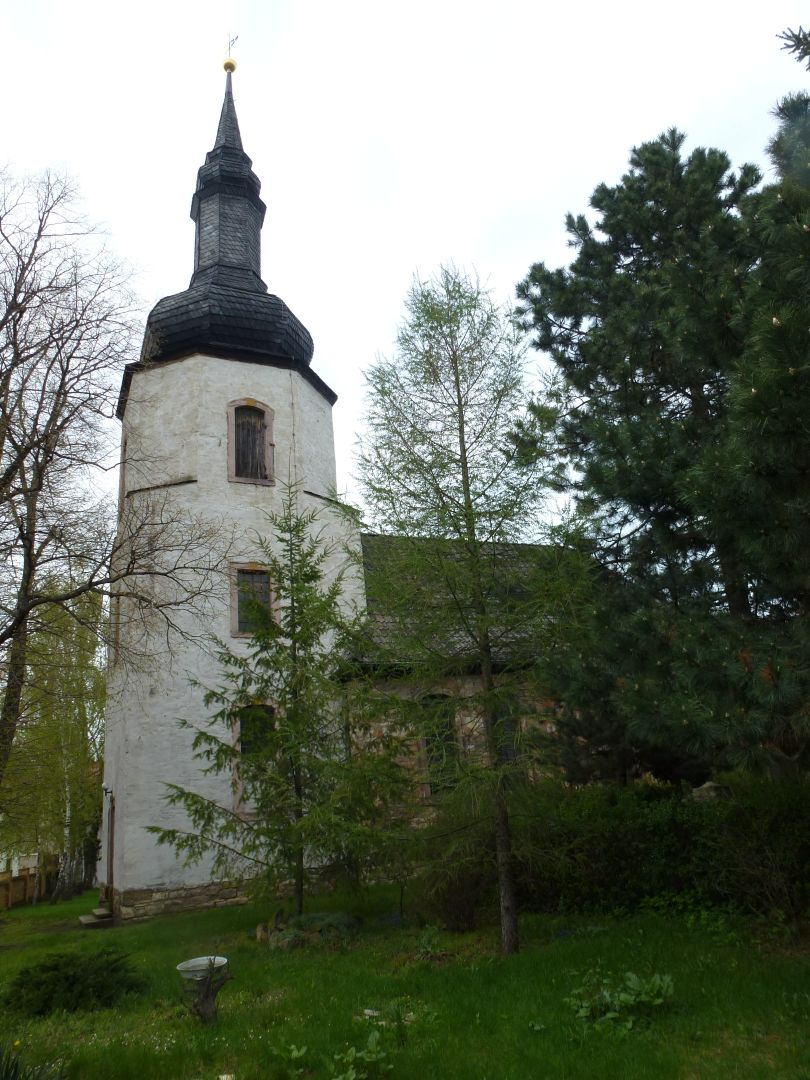
Kirche

Der Ort wurde nach dem Zweiten Weltkrieg umbenannt und hieß bis zum 1. November 1950 Kriegsdorf.
Kriegsdorf gehörte bis 1815 zum hochstift-merseburgischen Amt Merseburg, das seit 1561 unter kursächsischer Hoheit stand und zwischen 1656/57 und 1738 zum Sekundogenitur-Fürstentum Sachsen-Merseburg gehörte. Durch die Beschlüsse des Wiener Kongresses kam der Ort im Jahr 1815 zu Preußen und wurde 1816 dem Kreis Merseburg im
Regierungsbezirk Merseburg der Provinz Sachsen zugeteilt.
Das barocke Herrenhaus des Gutes wurde am 2. November 1944 durch Bomben zerstört und später bis auf geringe Reste abgebrochen.
Die Dorfkirche wurde als verputzter Bruchsteinbau, rechteckige Saalkirche, an Stelle eines Vorgängerbaues 1738 errichtet. Ihr Turm wurde durch deutschen Flak-Beschuss am 15. April 1945 beschädigt. Seine verschieferte welsche Haube mit geschlossener Laterne hat man von der wegen des Braunkohleabbaues abgetragenen Naundorfer Kirche aufgesetzt.
In der Bürgeranhörung vom 27. September 2009 stimmten die Bürger von Friedensdorf mit 96 Nein-Stimmen zu 84 Ja-Stimmen gegen eine Eingemeindung von Friedensdorf in die Stadt Leuna. Trotz dieses Votums wurde die Eingemeindung in die Stadt Leuna am 9. Oktober 2009 durch die Gemeindevertreter und am 22. Oktober 2009 durch den Stadtrat der Stadt Leuna beschlossen.
Von 2006 bis 2009 gehörte Friedensdorf zur Verwaltungsgemeinschaft Leuna-Kötzschau. Bis zum 30. Dezember 2009 war Friedensdorf eine selbständige Gemeinde. Am 31. Dezember 2009 wurde Friedensdorf in die Stadt Leuna eingemeindet. Letzter Bürgermeister war Michael Bedla.

## Galerie

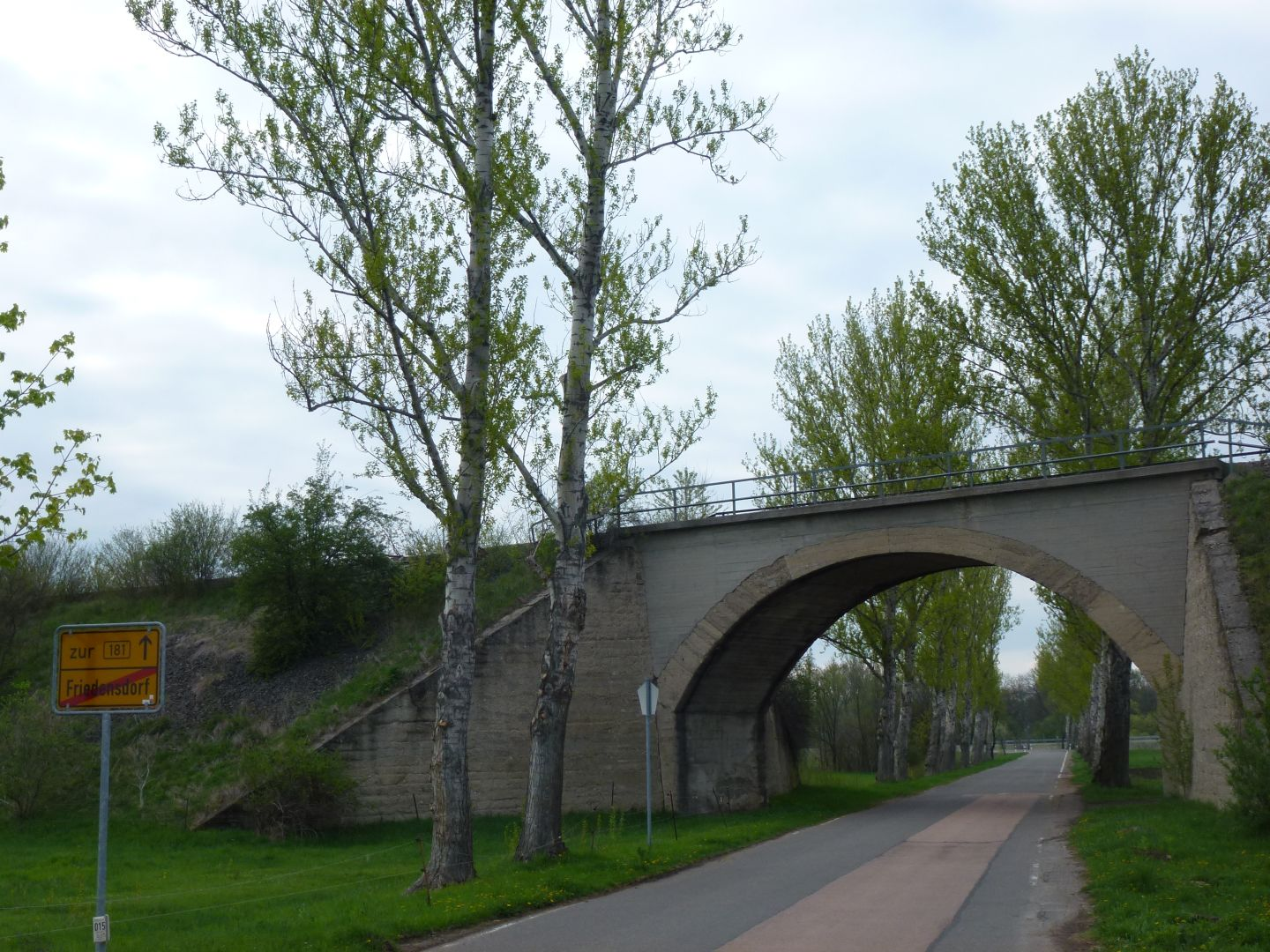
Brücke der ehem. Bahnlinie
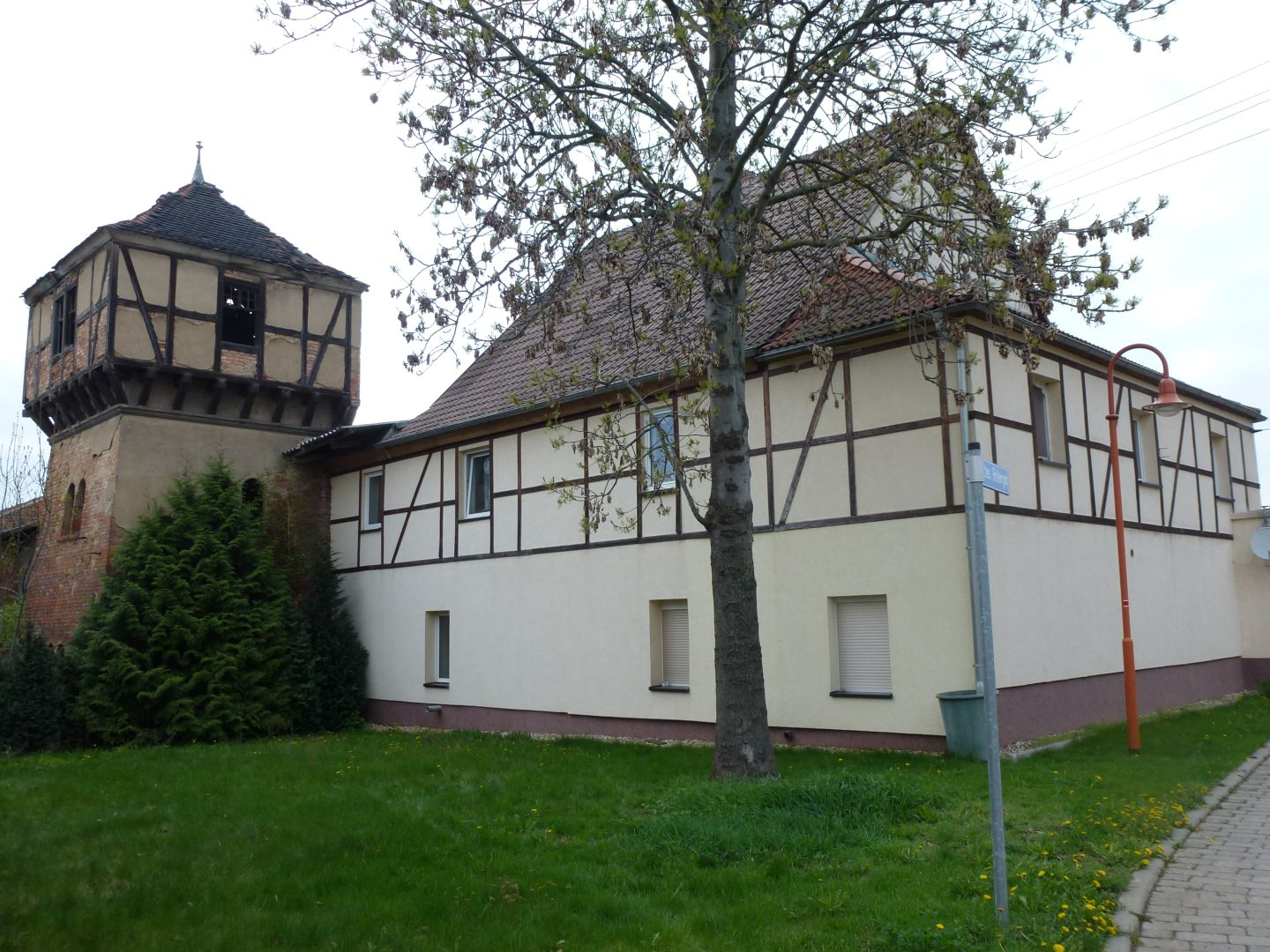
Rittergut

## Wappen
Blasonierung: „In Gold ein schwarzes Kammrad, darin ein schwebendes schwarzes Kreuz mit abgerundeten Ecken.“
Das Wappen wurde 1995 vom Kommunalheraldiker Jörg Mantzsch gestaltet und ins Genehmigungsverfahren geführt.